# Участие румынских войск в Сталинградской битве
Участие румынских войск в Сталинградской битве включает участие армии Королевства Румыния против советских войск во время Сталинградской битвы.
Две румынские армии, Третья и Четвертая, участвовали в Сталинградской битве, помогая защищать северный и южный фланги соответственно немецкой 6-й армии, когда она пыталась захватить город Сталинград, который защищала Красная Армия в середине-конце 1942 года.
Маломощные и плохо оснащенные войска не смогли остановить советское ноябрьское наступление, которое прорвало оба фланга и оставило 6-ю армию в окружении под Сталинградом. Румыны понесли огромные потери, что фактически лишило их наступательных возможностей на Восточном фронте до конца войны.

## История

### Предыстория
В результате пакта Молотова-Риббентропа в августе 1939 года Румыния потеряла почти треть своей территории, Бессарабия и Северная Буковина были аннексированы Советским Союзом 28 июня 1940 года, после того как Румыния уступила советскому ультиматуму. В результате король Кароль II был вынужден отречься от престола в сентябре 1940 года, и к власти пришел генерал Ион Антонеску, совместно с легионерами установивший в Румынии фашистский режим.
В октябре Румыния присоединилась к странам Оси и заявила о своей готовности к военной кампании против Советского Союза, чтобы вернуть территории, уступленные в июне.
После весьма успешной летней кампании 1941 года в составе группы армий «Юг» румынские вооруженные силы вернули себе территорию между реками Прут и Днестр. Генерал Антонеску решил продолжать наступление вместе с вермахтом, не обращая внимания на сомнения румынского верховного командования в возможности ведения маневренной боевой кампании вглубь советской территории. В октябре 1941 года 4-я румынская армия оккупировала Одессу после длительной осады, которая привела к более чем 80 000 жертв с румынской стороны, сильным разрушениям и многочисленным жертвам среди гражданского населения (Одесская резня). Весной и летом 1942 года Третья и Четвертая румынские армии приняли участие в битве за Крым и битве за Кавказ. К осени 1942 года обе армии были готовы присоединиться к наступлению на Сталинград.
Благодаря решительности генерала Антонеску, к Румынии были присоединены восточные территории в составе Губернаторства Транснистрия.
В сентябре 1942 года 3-я и 4-я румынские армии заняли позиции под Сталинградом вместе с первыми частями румынского авиационного корпуса: 16 сентября прибыли 7-я истребительная группа, 25 сентября 5-я бомбардировочная группа, а 4 октября 1-я бомбардировочная, 8-я истребительная, 6-я истребительно-бомбардировочная и 3-я бомбардировочная группы с задачей оказать воздушную поддержку 3-й румынской и 6-й немецкой армиям.
Румынская 3-я армия под командованием генерала Петре Думитреску была переброшена с Кавказа и заменила пять итальянских и две немецкие дивизии между Ближ Перекопкой и Боковкой, с задачей обороны фронта протяженностью 138 км, намного превышающей ее возможности. Ситуация усугублялась тем, что у Советов было два плацдарма на реке Дон, у Серафимовича и Клетской, которые германское верховное командование игнорировало, несмотря на неоднократные просьбы генерала Думитреску о разрешении ликвидировать их.

### Битва
19 ноября 1942 года советские войска начали наступление на позиции 3-й румынской армии, используя артиллерийский огонь и танки. Несмотря на суровые погодные условия, советские войска смогли прорвать оборону румын и создать две значительные бреши. Румынские войска пытались сопротивляться, используя гранаты и зажигательные смеси, но были вынуждены отступить или попали в окружение. К вечеру 1-я румынская бронетанковая дивизия готовилась к контратаке.
20 ноября советские войска продолжили наступление, стремясь окружить 6-ю немецкую армию. Румынские и немецкие дивизии пытались организовать оборону, но столкнулись с упорным сопротивлением и контратаками советских танков. К концу дня оборона 3-й румынской армии была прорвана, и несколько дивизий оказались в окружении. Генерал-майор Михаил Ласкэр сформировал группу из оставшихся войск для продолжения сопротивления.